# Gamescom 2014

Logo targów gamescom

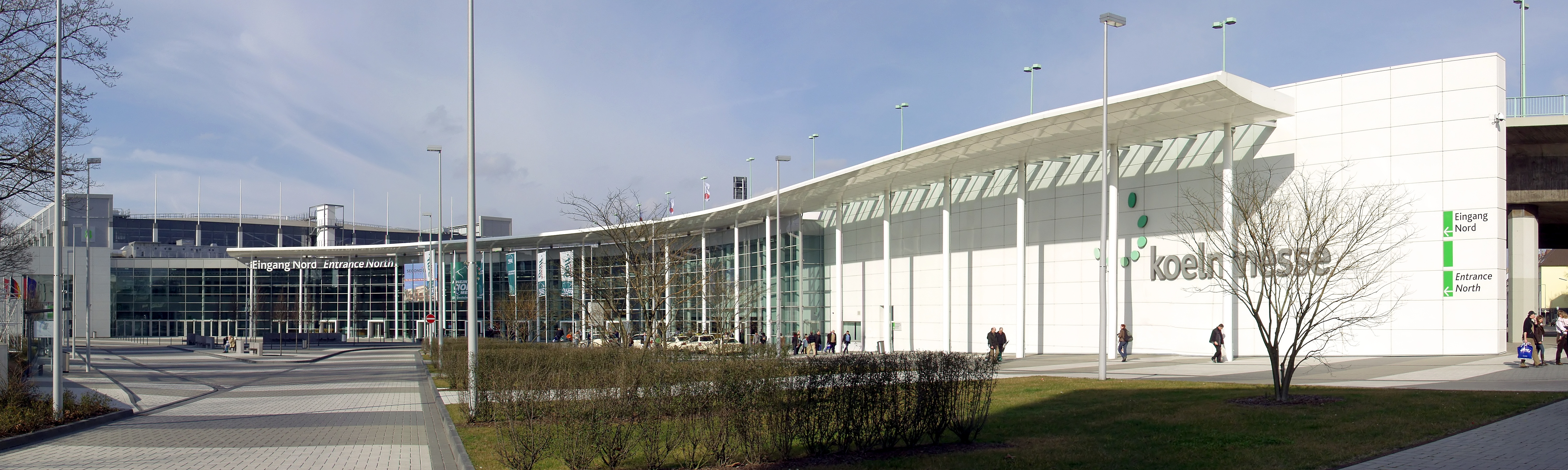
Koelnmesse

gamescom 2014 – szósta edycja targów gier komputerowych gamescom, która odbyła się w dniach 13–17 sierpnia 2014 roku na terenie Koelnmesse w Kolonii w Niemczech. Została zorganizowana przez „Bundesverband Interaktive Unterhaltungssoftware” (ang. „German Federal Association of Interactive Entertainment Software”).

## Nagrody
Kiedy targi dobiegły końca, ogłoszono najlepsze gry tych targów:
- Najlepsza gra targów – Evolve
- Najbardziej oczekiwana gra – Super Smash Bros.
- Najlepsza gra akcji – Evolve
- Najlepsza gra fabularna – Risen 3: Władcy tytanów
- Najlepsza gra sportowa – Pro Evolution Soccer 2015
- Najlepszy symulator – Theatrhythm Final Fantasy Curtain Call
- Najlepsza gra familijna – Little Big Planet 3
- Najlepsza gra na PC – Evolve
- Najlepsza gra na Xbox 360 – Evolve
- Najlepsza gra na Playstation – The Evil Within
- Najlepsza gra na Nintendo 3DS – Super Smash Bros.
- Najlepsza gra na Wii U – Splatoon
- Najlepsza gra sieciowa – Evolve
- Najlepsza casualowa gra sieciowa – Little Big Planet 3
- Najlepszy sprzęt – Oculus Rift DK2

## Wystawcy
- Źródło[5]

| 2K Games - Borderlands: The Pre-Sequel! (PC, PS3, X360) - Civilization: Beyond Earth (PC) - Evolve (PC, PS4, XBO) - NBA 2K15 (PC, PS3, PS4, X360, XBO) - WWE 2K15 (PC, PS3, PS4, X360, XBO) Activision Blizzard - Call of Duty: Advanced Warfare (PC, PS3, PS4, X360, XBO) - Destiny (PS3, PS4, X360, XBO) - Diablo III: Reaper of Souls (PC, PS3, PS4, X360, XBO) - Skylanders: Trap Team (3DS, PS3, PS4, Wii, Wii U, X360, XBO) - World of Warcraft: Warlords of Draenor (PC) Atari - RollerCoaster Tycoon World (PC) Bandai Namco - Naruto Shippuden: Ultimate Ninja Storm Revolution (PC, PS3, X360) - Rise of Incarnates (PC) Bethesda Softworks - BattleCry (PC) - The Evil Within (PC, PS3, PS4, X360, XBO) Bohemia Interactive - DayZ (PS4) CD Projekt Red - Wiedźmin 3: Dziki Gon (PC, PS4, XBO) Capybara Games - Super Time Force Ultra (PC, PS4, Vita) Cloud Imperium Games - Star Citizen (PC) Crytek - Arena of Fate (PC) - Ryse: Son of Rome (PC) Daedalic Entertainment - Blackguards 2 (PC) Deep Silver - Dead Island 2 (PC, PS4, XBO) - Dead Island: Epidemic (PC) - Emergency 5 (PC) - Escape Dead Island (PC, PS3, X360) - Metro Redux (PC, PS4, XBO) - Risen 3: Władcy tytanów (PC, PS3, X360) - Sacred 3 (PC, PS3, X360) Devolver Digital - Not a Hero (PC, PS4, Vita) - The Talos Principle (PC, PS4) - Titan Souls (PC, PS4, Vita) Disney Interactive - Disney Infinity: Marvel Super Heroes (PC, PS3, PS4, Vita, Wii U, X360, XBO) - Fantasia: Music Evolved (X360, XBO) Electronic Arts - Battlefield Hardline (PC, PS3, PS4, X360, XBO) - Dawngate (PC) - Dragon Age: Inkwizycja (PC, PS3, PS4, X360, XBO) - FIFA 15 (3DS, PC, PS3, PS4, Vita, Wii, X360, XBO) - NHL 15 (PS3, PS4, X360, XBO) - Shadow Realms (PC) - The Sims 4 (PC) - Star Wars: The Old Republic – Galactic Strongholds (PC) - Titanfall: IMC Rising (PC, X360, XBO) Epic Games - Fortnite: Save the World (PC) | Excamedia - A Clumsy Adventure (PC, Vita) Firefly Studios - Stronghold Crusader II (PC) Focus Home Interactive - Act of Aggression (PC) - Blood Bowl II (PC) - Etherium (PC) - Mordheim: City of the Damned (PC) - Sherlock Holmes: Crimes & Punishments (PC, PS3, PS4, X360, XBO) - Styx: Master of Shadows (PC, PS4, X360) Frontier Developments - Elite: Dangerous (PC) Gaijin Entertainment - War Thunder (PC, PS4) Grey Box - Grey Goo (PC) Konami - Metal Gear Solid V: The Phantom Pain (PC, PS3, PS4, X360, XBO) - Pro Evolution Soccer 2015 (PC, PS3, PS4, X360, XBO) - Silent Hills (PS4) Kalypso Media - Crookz (PC) - Crowntakers (PC) - Dungeons II (PC) - Grand Ages: Medieval (PC) - Mechs & Mercs: Black Talons (PC) - Wings! Remastered (PC) Microïds - Syberia 3 (PC, PS4, XBO) Microsoft - Below (PC, XBO) - The Escapists (PC, PS4, XBO) - Fable Legends (PC, XBO) - Forza Horizon 2 (X360, XBO) - Forza Motorsport 5 (XBO) - Halo 5: Guardians (XBO) - Halo: The Master Chief Collection (XBO) - Killer Instinct (XBO) - Nero (XBO) - Ori and the Blind Forest (PC, X360, XBO) - Project Spark (PC, XBO) - Quantum Break (XBO) - Screamride (X360, XBO) - Smite (XBO) - Space Engineers (PC, XBO) - Sunset Overdrive (XBO) - Superhot (PC, XBO) Nintendo - Bayonetta (Wii U) - Bayonetta 2 (Wii U) - Captain Toad: Treasure Tracker (Wii U) - Disney Magical World (3DS) - Hyrule Warriors (Wii U) - Fantasy Life (3DS) - Mario Kart 8 (Wii U) - Mario Party 10 (Wii U) - Monster Hunter 4 Ultimate (3DS) - Splatoon (Wii U) - Super Smash Bros. for Nintendo 3DS (3DS) - Super Smash Bros. for Wii U (Wii U) - Yoshi's Woolly World (Wii U) | Nordic Games - AquaNox: Deep Descent (PC) - The Book of Unwritten Tales 2 (PC) - The Guild 3 (PC) - MX vs. ATV Supercross (PC, PS3, X360) - SpellForce 3 (PC) - Zaginięcie Ethana Cartera (PC, PS4) Paradox Interactive - Cities: Skylines (PC) - Hearts of Iron IV (PC) - Hollowpoint (PC, PS4) - Magicka 2 (PC, PS4) - Pillars of Eternity (PC) - Runemaster (PC, PS4) Phoenix Online Studios - Gabriel Knight: Sins of the Fathers 20th Anniversary Edition (PC) Riot Games - League of Legends (PC) Sega - Obcy: Izolacja (PC, PS3, PS4, X360, XBO) - Company of Heroes 2: Ardennes Assault (PC) - Sonic Boom: Rise of Lyric (WiiU) - Sonic Boom: Shattered Crystal (3DS) Sierra Entertainment - Geometry Wars 3: Dimensions (PC, PS3, PS4, X360, XBO) - King’s Quest (PC, PS3, PS4, X360, XBO) Slightly Mad Studios - Project CARS (PC, PS4, Wii U, XBO) - World of Speed (PC) Sony Computer Entertainment - Alienation (PS4) - Big Fest (Vita) - Bloodborne (PS4) - Driveclub (PS4) - Final Horizon (PS4, Vita) - Flame Over (Vita) - Freedom Wars (Vita) - Futuridium EP Deluxe (PS4, Vita) - Hellblade (PC, PS4) - Helldivers (PS3, PS4, Vita) - Hohokum (PS3, PS4, Vita) - Hustle Kings (PS4) - Infamous First Light (PS4) - Invizimals: Das Bündnis (Vita) - Podróż (PS4) - LittleBigPlanet 3 (PS4) - Murasaki Baby (Vita) - The Order: 1886 (PS4) - Pix the Cat (PC, PS4, Vita) - Rime (PS4) - Soul Sacrifice Delta (Vita) - Super Exploding Zoo (PS4, Vita) - Tearaway Unfolded (PS4) - The Tomorrow Children (PS4) - The Unfinished Swan (PS4, Vita) - Until Dawn (PS4) - Volume (PC, PS4, Vita) - Wild (PS4) | Square Enix - Dragon Quest IV: Chapters of the Chosen (iOS, Android) - Dragon Quest VIII: Journey of the Cursed King (iOS, Android) - Final Fantasy XIV: A Realm Reborn (PS4) - Kingdom Hearts HD 2.5 Remix (PS3) - Lara Croft and the Temple of Osiris (PC, PS4, XBO) - Life is Strange (PC, PS3, PS4, X360, XBO) - Nosgoth (PC) - Rise of the Tomb Raider (X360, XBO) - Theatrhythm Final Fantasy: Curtain Call (3DS) Starbreeze Studios - The Walking Dead (PC) Techland - Hellraid (PC, PS4, XBO) Ubisoft - Assassin’s Creed: Rogue (PC, PS3, X360) - Assassin’s Creed: Unity (PC, PS4, XBO) - The Crew (PC, PS4, X360, XBO) - Far Cry 4 (PC, PS3, PS4, X360, XBO) - Just Dance 2015 (PS3, PS4, Wii, Wii U, X360, XBO) - Just Dance Now (iOS, Android) - Might & Magic Heroes VII (PC) - The Settlers: Kingdoms of Anteria (PC) - Shape Up (XBO) - Tom Clancy’s The Division (PC, PS4, XBO) - Toy Soldiers: War Chest (PC, PS4, XBO) Wargaming - World of Tanks: Xbox 360 Edition (X360) - World of Warplanes (PC) - World of Warships (PC) Warner Bros. Interactive Entertainment - Batman: Arkham Knight (PC, PS4, XBO) - Dying Light (PC, PS4, XBO) - Gauntlet (PC) - Lego Batman 3: Beyond Gotham (3DS, PC, PS3, PS4, Vita, Wii U, X360, XBO) - Lego Ninjago: Nindroids (3DS, Vita) - Middle-earth: Shadow of Mordor (PC, PS3, PS4, X360, XBO) - Mortal Kombat X (PC, PS3, PS4, X360, XBO) |